# Ольга Басса
Ольга Басса (дошлюбне Василишин; бл. 1900, Тернопіль — після 1983, Монреаль) — українська акторка та громадська діячка.

## Життєпис
У 1915—1917 роках — акторка театру «Тернопільські театральні вечори». 1929 року емігрувала до Канади (м. Монреаль). Співзасновниця жіночого товариства ім. Ольги Басараб (1926), Української жіночої організації ім. Лесі Українки (1934). Організувала народну школу. Учасниця аматорських гуртків і хору. Одна із фундаторів збірки «Шляхами Золотого Поділля». Була одружена з Пилипом Бассою.